# Lucio Dalla - Le canzoni d'amore
Lucio Dalla - Le canzoni d'amore è una raccolta di Lucio Dalla, pubblicata nel 2000. La compilation raccoglie varie canzoni d'amore scritte dal musicista in un arco di tempo che va dalla fine degli anni 60 alla pubblicazione dell'album Dalla, uscito nel 1980. Il disco raccoglie canzoni d'amore note e meno note anticipando in un certo senso l'ultima pubblicazione di raccolte Questo è amore, uscito nel novembre del 2011.

## Tracce
1. Sylvie
2. Anna bellanna
3. Il mio fiore nero
4. Il cielo
5. Dolce Susanna
6. La casa in rive al mare
7. Per due innamorati
8. Quale allegria
9. Tu parlavi una lingua meravigliosa
10. Anna e Marco
11. Mambo
12. Stella di mare
13. Cara